# برادر رهبر و راهنمای انقلاب
برادر رهبر و راهنمای انقلاب بزرگ سوسیالیستی خلق لیبی (عربی: الأخ القائد ومرشد الثورة الجماهریة العربیة اللیبیة الشعبیة الإشتراکیة العظمی‎) عنوانی بود که معمر قذافی، رهبر سابق لیبی، به خود اختصاص داده بود و ادعا می‌کرد که صرفاً یک چهره نمادین در ساختار رسمی حکومت این کشور است. با این حال، منتقدان مدت‌ها او را به عنوان یک دیکتاتور توصیف می‌کردند، با اشاره به موقعیت او به عنوان دفتر سیاسی سابق، علی‌رغم انکار دولت لیبی مبنی برداشتن هرگونه قدرت توسط او.

## نظام سیاسی لیبی در زمان قذافی
جماهیری عربی خلق سوسیالیستی عظمای لیبی به‌طور رسمی بر اساس ایدئولوژی سیاسی مندرج در کتاب سبز اداره می‌شد. ایدئولوژی مبتنی بر ایده دموکراسی مستقیم و تصمیم‌گیری مستقیم همه شهروندان در مورد همه مسائل سیاسی بود. در سراسر کشور کنگره‌های مردمی اساسی برگزار می‌شد که دارندگان اصلی حاکمیت به‌شمار می‌رفتند. این شامل ترکیب شهروندان بالغ آن اعم از مرد و زن بود. از نهادهای مدیریتی و اجرایی آنها، کنگره‌ها و کمیته‌های مردمی شهرداری و سپس کنگره عمومی خلق (ارگان قانون‌گذاری) و کمیته عمومی خلق (هیئت اجرایی) تشکیل شد.
قذافی نمایندگی پارلمانی مردم یا نمایندگان منتخب را رد کرد، زیرا کنگره عمومی خلق به عنوان یک نهاد هماهنگ‌کننده تلقی می‌شد که همه کنگره‌ها و کمیته‌های مردمی را گرد هم می‌آورد، نه اعضای منتخبی که به نمایندگی از مردم تصمیم می‌گرفتند. همه قوانین توسط کنگره‌های مردمی پایه تصویب شد و سپس در نهایت توسط کنگره عمومی خلق به تصویب رسید.

## پیشنهادهای جانشینی
یکی از برنامه‌های قذافی واگذاری رهبری کشور به پسرش سیف‌الاسلام و پیامدهای احتمالی این طرح بود. دوم خط سیاسی اتخاذ شده توسط دومی و نقش‌های داخلی و خارجی است که او ایفا کرده است. سیف‌الاسلام در مقابل «محافظه‌کاران» که گارد قدیمی رژیم، به‌ویژه کمیته‌های انقلاب، نمایندگی می‌کردند، به‌عنوان رهبر جنبش اصلاحات معرفی شد.